# Puchar Miast
Puchar Miast (inaczej Międzynarodowy Turniej Miast w Piłce Nożnej Juniorów im. Konrada Kamińskiego) to międzynarodowy turniej piłkarski dla młodzieży organizowany co roku w na boiskach województwa kujawsko-pomorskiego. Pierwsze edycje rozgrywane były na boiskach w Toruniu, obecnie zawodnicy występują w Toruniu, Chełmży, Kowalewie Pomorskim oraz Inowrocławiu. Jest to największy piłkarski puchar miast organizowany w Polsce, w 2009 r. w turnieju udział wzięło ok. 1000 zawodników. Turniej jest organizowany od 2001 r. a zwycięzcą ostatniej edycji jest drużyna Torunia.
W turnieju wzięły udział zespoły min. z: Aleksandrowa Kujawskiego, Brodnicy, Bydgoszczy, Chełmży, Ciechocinka, Elbląga, Gdańska, Golubia-Dobrzynia, Grodziska Wielkopolskiego, Grudziądza, Inowrocławia, Janikowa, Koronowa, Koszalina, Kowalewa Pomorskiego, Krakowa, Kutna, Lipna, Łodzi, Malborka, Marek, Olsztyna, Osieka, Ostrołęki, Pabianic, Piaseczna, Płocka, Płużnicy, Rypina, Szubina, Świecia, Torunia, Tuszyna, Wielkiej Nieszawki, Wrocławia, Wrześni, Zduńskiej Woli a także: Królewca, Chmielnickiego, Kiejdanów, Mohylewa, Smoleńska i Żytomierza.
Turniej rozgrywany jest w trzech kategoriach wiekowych: junior starszy, junior młodszy oraz młodzicy. Puchar przechodni zdobywa najlepszy zespół w kategorii juniora starszego, aby upamiętnić największy sukces trenerski Konrada Kamińskiego, jakim było zdobycie tytułu mistrza Polski juniorów starszych w 1953 r.
Klasyfikacja turniejowa 2001 r.
| Miejsce | Zespół     |
| ------- | ---------- |
| 1       | Inowrocław |
| 2       | Bydgoszcz  |
| 3       | Toruń      |
| 4       | Grudziądz  |
| 5       | Włocławek  |

| Miejsce | Zespół    |
| ------- | --------- |
| 1       | Toruń     |
| 2       | Włocławek |

Klasyfikacja turniejowa 2002 r.
| Miejsce | Zespół               |
| ------- | -------------------- |
| 1       | Inowrocław           |
| 2       | Toruń                |
| 3       | Brodnica             |
| 4       | Tuchola              |
| 5       | Bydgoszcz            |
| 6       | Świecie              |
| 7       | Lipno                |
| 8       | Żnin                 |
| 9       | Włocławek            |
| 10      | Chełmno              |
| 11      | Nakło                |
| 12      | Wąbrzeźno            |
| 13      | Grudziądz            |
| 14      | Aleksandrów Kujawski |

| Miejsce | Zespół    |
| ------- | --------- |
| 1       | Włocławek |
| 2       | Toruń     |

Klasyfikacja turniejowa 2003 r.
| Miejsce | Zespół               |
| ------- | -------------------- |
| 1       | Inowrocław           |
| 2       | Olsztyn              |
| 3       | Łódź                 |
| 4       | Bydgoszcz            |
| 5       | Włocławek            |
| 6       | Brodnica             |
| 7       | Chełmża              |
| 8       | Świecie              |
| 9       | Toruń                |
| 10      | Grudziądz            |
| 11      | Elbląg               |
| 12      | Chełmno              |
| 13      | Nakło                |
| 14      | Aleksandrów Kujawski |

| Miejsce | Zespół           |
| ------- | ---------------- |
| 1       | Pomorzanin Toruń |
| 2       | Włókniarz Toruń  |
| 3       | TKP Toruń        |
| 4       | Bielawy          |

Klasyfikacja turniejowa 2004 r.
| Miejsce | Zespół           |
| ------- | ---------------- |
| 1       | TKP Toruń        |
| 2       | Chełmża          |
| 3       | Inowrocław       |
| 4       | Golub-Dobrzyń    |
| 5       | Bydgoszcz        |
| 6       | Pomorzanin Toruń |
| 7       | FC Germania      |

| Miejsce | Zespół                |
| ------- | --------------------- |
| 1       | Grodzisk Wielkopolski |
| 2       | TKP Toruń             |
| 3       | Włókniarz Toruń       |
| 4       | Chodzież              |

Klasyfikacja turniejowa 2005 r.
| Miejsce | Zespół        |
| ------- | ------------- |
| 1       | Żytomierz     |
| 2       | Kraków        |
| 3       | Inowrocław    |
| 4       | Łódź          |
| 5       | Olsztyn       |
| 6       | Lipno         |
| 7       | Chmielnicki   |
| 8       | Chełmża       |
| 9       | Toruń         |
| 10      | Kowalewo      |
| 11      | Nieuwerkerk   |
| 12      | Janikowo      |
| 13      | Włocławek     |
| 14      | Słupsk        |
| 15      | Kutno         |
| 16      | Brodnica      |
| 17      | Tuchola       |
| 18      | Bydgoszcz     |
| 19      | Golub-Dobrzyń |

| Miejsce | Zespół                |
| ------- | --------------------- |
| 1       | Janikowo              |
| 2       | Pomorzanin Toruń      |
| 3       | Olsztyn               |
| 4       | Włókniarz Toruń       |
| 5       | Grodzisk Wielkopolski |
| 6       | Gdańsk                |
| 7       | TKP Toruń             |
| 8       | Grudziądz             |
| 9       | Włocławek             |

| Miejsce | Zespół            |
| ------- | ----------------- |
| 1       | Tęcza Osiek       |
| 2       | Bałagany Łubianka |
| 3       | Długosz Włocławek |

| Kategoria wiekowa | Imię i nazwisko (Zespół)              |
| ----------------- | ------------------------------------- |
| Junior Starszy    | Voldimir Strilec & Siergiej Krukowiec |
| Młodzik           | Damian Widuto                         |
| Juniorki          | Magdalena Siekierska                  |

| Kategoria wiekowa | Imię i nazwisko (Zespół) |
| ----------------- | ------------------------ |
| Junior Starszy    | Marcin Świtalski         |
| Młodzik           | Tomasz Ptak              |
| Juniorki          | Marta Bordoszewska       |

Klasyfikacja turniejowa 2006 r.
W 2006 r. w turnieju uczestniczyło 845 osób. W kategorii junior starszy rywalizowało 18 drużyn, młodzik 12 drużyn oraz 5 zespołów kobiecych.
| Miejsce | Zespół      |
| ------- | ----------- |
| 1       | Kraków      |
| 2       | Łódź        |
| 3       | Mohylew     |
| 4       | Chełmża     |
| 5       | Inowrocław  |
| 6       | Toruń       |
| 7       | Smoleńsk    |
| 8       | Kutno       |
| 9       | Żytomierz   |
| 10      | Chmielnicki |
| 11      | Lipno       |
| 12      | Koronowo    |
| 13      | Szubin      |
| 14      | Brodnica    |
| 15      | Kiejdany    |
| 16      | Grudziądz   |
| 17      | Kowalewo    |
| 18      | Ciechocinek |

| Miejsce | Zespół                |
| ------- | --------------------- |
| 1       | Łódź                  |
| 2       | Grodzisk Wielkopolski |
| 3       | Bydgoszcz             |
| 4       | Olsztyn               |
| 5       | Mohylew               |
| 6       | Aleksandrów Kujawski  |
| 7       | Włókniarz Toruń       |
| 8       | Janikowo              |
| 9       | Pomorzanin Toruń      |
| 10      | Gdańsk                |
| 11      | Elbląg                |
| 12      | TKP Toruń             |

| Miejsce | Zespół                |
| ------- | --------------------- |
| 1       | Tęcza Osiek           |
| 2       | Orion Ruda            |
| 3       | Grodzisk Wielkopolski |
| 4       | Elbląg                |
| 5       | Wielka Nieszawka      |

| Kategoria wiekowa | Imię i nazwisko (Zespół)                              |
| ----------------- | ----------------------------------------------------- |
| Junior Starszy    | Dawid Jasiński (Inowrocław) & Piotr Wieczorek (Łódź)  |
| Młodzik           | Krystian Żabko (Olsztyn)                              |
| Juniorki          | Patrycja Ludziejska & Karolina Rutkowska (obie Orion) |

| Kategoria wiekowa | Imię i nazwisko (Zespół)                 |
| ----------------- | ---------------------------------------- |
| Junior Starszy    | Dymitrij Djusow (Mohylew)                |
| Młodzik           | Remigiusz Skurzyński (Olsztyn)           |
| Juniorki          | Monika Sikorska (Grodziska Wielkopolski) |

Klasyfikacja turniejowa 2007 r.
W 2007 r. w turnieju uczestniczyły 772 osoby. W kategorii junior starszy rywalizowało 16 drużyn, młodzik- 13 drużyn oraz 4 zespoły kobiece.
| Miejsce | Zespół       |
| ------- | ------------ |
| 1       | Olsztyn      |
| 2       | Bydgoszcz    |
| 3       | Kraków       |
| 4       | Brodnica     |
| 5       | Łódź         |
| 6       | Inowrocław   |
| 7       | Rypin        |
| 8       | Koronowo     |
| 9       | Smoleńsk     |
| 10      | Toruń        |
| 11      | Zduńska Wola |
| 12      | Kowalewo     |
| 13      | Kutno        |
| 14      | Płock        |
| 15      | Kiejdany     |
| 16      | Chełmża      |

| Miejsce | Zespół                |
| ------- | --------------------- |
| 1       | Łódź                  |
| 2       | Elbląg                |
| 3       | Grodzisk Wielkopolski |
| 4       | Olsztyn               |
| 5       | Mohylew               |
| 6       | Włókniarz Toruń       |
| 7       | TKP Toruń             |
| 8       | Kiejdany              |
| 9       | Pomorzanin Toruń      |
| 10      | Cergia                |
| 11      | Aleksandrów Kujawski  |

| Miejsce | Zespół                |
| ------- | --------------------- |
| 1       | Mohylew               |
| 2       | Grodzisk Wielkopolski |
| 3       | Osiek                 |
| 4       | Elbląg                |

| Kategoria wiekowa | Imię i nazwisko (Zespół)     |
| ----------------- | ---------------------------- |
| Junior Starszy    | Bartosz Dobroński (Olsztyn)  |
| Młodzik           | Agwan Papikuan (Łódź)        |
| Juniorki          | Magdalena Siekierska (Osiek) |

| Kategoria wiekowa | Imię i nazwisko (Zespół)                |
| ----------------- | --------------------------------------- |
| Junior Starszy    | Martin Świec (Kraków)                   |
| Młodzik           | Jakub Wojtysiak (Łódź)                  |
| Juniorki          | Monika Sikorska (Grodzisk Wielkopolski) |

| Kategoria wiekowa | Imię i nazwisko (Zespół)   |
| ----------------- | -------------------------- |
| Junior Starszy    | Robert Sawicki (Bydgoszcz) |
| Młodzik           | Artur Kutko (Elbląg)       |
| Juniorki          | Hanna Denisenko (Mohylew)  |

Klasyfikacja turniejowa 2008 r.
W 2008 r. w turnieju uczestniczyło 805 osób. W kategorii junior starszy rywalizowało 14 drużyn, młodzik 14 drużyn oraz 10 zespołów w kategorii junior młodszy.
| Miejsce | Zespół        |
| ------- | ------------- |
| 1       | Kraków        |
| 2       | Inowrocław    |
| 3       | Bydgoszcz     |
| 4       | Koronowo      |
| 5       | Toruń         |
| 6       | Golub-Dobrzyń |
| 7       | Olsztyn       |
| 8       | Janikowo      |
| 9       | Świecie       |
| 10      | Chełmża       |
| 11      | Mohylew       |
| 12      | Kowalewo      |
| 13      | Elbląg        |
| 14      | Koszalin      |

| Miejsce | Zespół           |
| ------- | ---------------- |
| 1       | Piaseczno        |
| 2       | Pabianice        |
| 3       | Królewiec        |
| 4       | Rypin            |
| 5       | TKP Toruń        |
| 6       | Koszalin         |
| 7       | Grudziądz        |
| 8       | Pomorzanin Toruń |
| 9       | Włókniarz Toruń  |
| 10      | Cergia Toruń     |

| Miejsce | Zespół                |
| ------- | --------------------- |
| 1       | Wrocław               |
| 2       | Koszalin              |
| 3       | Malbork               |
| 4       | Olsztyn               |
| 5       | Grodzisk Wielkopolski |
| 6       | Zduńska Wola          |
| 7       | TKP Toruń             |
| 8       | Elbląg                |
| 9       | Piaseczno             |
| 10      | Marki                 |
| 11      | Tuszyn                |
| 12      | Pomorzanin Toruń      |
| 13      | Włókniarz Toruń       |
| 14      | Mohylew               |

| Kategoria wiekowa | Imię i nazwisko (Zespół)    |
| ----------------- | --------------------------- |
| Junior Starszy    | Sebastian Janik (Kraków)    |
| Junior Młodszy    | Piotr Kacperski (Piaseczno) |
| Młodzik           | Patryk Zagórowicz (Wrocław) |

| Kategoria wiekowa | Imię i nazwisko (Zespół)                |
| ----------------- | --------------------------------------- |
| Junior Starszy    | Mariusz Lewandowski (Inowrocław)        |
| Junior Młodszy    | Dominik Kulbacki (Piaseczno)            |
| Młodzik           | Jakub Chojnacki (Grodzisk Wielkopolski) |

| Kategoria wiekowa | Zespół       |
| ----------------- | ------------ |
| Junior Starszy    | Toruń        |
| Junior Młodszy    | Królewiec    |
| Młodzik           | Zduńska Wola |

Klasyfikacja turniejowa 2009 r.
W 2009 r. w turnieju uczestniczyło 705 osób. W kategorii junior starszy rywalizowało 8 drużyn, młodzik 9 drużyn, 10 zespołów w kategorii junior młodszy oraz 5 zespołów kobiecych
| Miejsce | Zespół     |
| ------- | ---------- |
| 1       | Toruń      |
| 2       | Inowrocław |
| 3       | Kraków     |
| 4       | Olsztyn    |
| 5       | Mogilno    |
| 6       | Kowalewo   |
| 7       | Malbork    |
| 8       | Chełmża    |

| Miejsce | Zespół                |
| ------- | --------------------- |
| 1       | Pabianice             |
| 2       | Elana Toruń           |
| 3       | Bobrujsk              |
| 4       | Smoleńsk              |
| 5       | Pomorzanin Toruń      |
| 6       | Grudziądz             |
| 7       | Piaseczno             |
| 8       | Grodzisk Wielkopolski |
| 9       | Koronowo              |
| 10      | Tuszyn                |
| 11      | Aleksandrów Kujawski  |

| Miejsce | Zespół           |
| ------- | ---------------- |
| 1       | Smoleńsk         |
| 2       | ŁKS Łódź         |
| 3       | Ostrołęka        |
| 4       | Olsztyn          |
| 5       | Września         |
| 6       | Tuszyn           |
| 7       | TKP Toruń        |
| 8       | Pomorzanin Toruń |
| 9       | Mohylew          |

| Miejsce | Zespół               |
| ------- | -------------------- |
| 1       | Bałagany Łubianka    |
| 2       | Orion Ruda           |
| 3       | Inowrocław SP nr 6   |
| 4       | Kania Zławieś Wielka |

| Kategoria wiekowa | Imię i nazwisko (Zespół) |
| ----------------- | ------------------------ |
| Junior Starszy    | Artur Glina              |
| Junior Młodszy    | Sebastian Kwiatosz       |
| Młodzik           | Ilia Fedoeoy             |

| Kategoria wiekowa | Imię i nazwisko (Zespół) |
| ----------------- | ------------------------ |
| Junior Starszy    | Kamil Kołtun             |
| Junior Młodszy    | Amitry Zhevnor           |
| Młodzik           | Marcin Chrabak           |